# Add a Friend
Add a Friend ist eine deutsche Dramedy-Fernsehserie und die erste eigenproduzierte Serie eines deutschen Pay-TV-Senders (TNT Serie). Sie wurde von 2012 bis 2014 auf TNT Serie erstausgestrahlt.

## Inhalt
Nach einem schweren Autounfall mit Fahrerflucht muss der Fotograf Felix Wagner für mehrere Wochen in ein Krankenhaus. Da er das Bett nicht verlassen kann, kommuniziert er mit seiner Familie und seinen Freunden fast ausschließlich über den Dienst Google Hangout von Google+. Auch alle weiteren handelnden Personen nutzen soziale Netze im Internet.

## Figuren

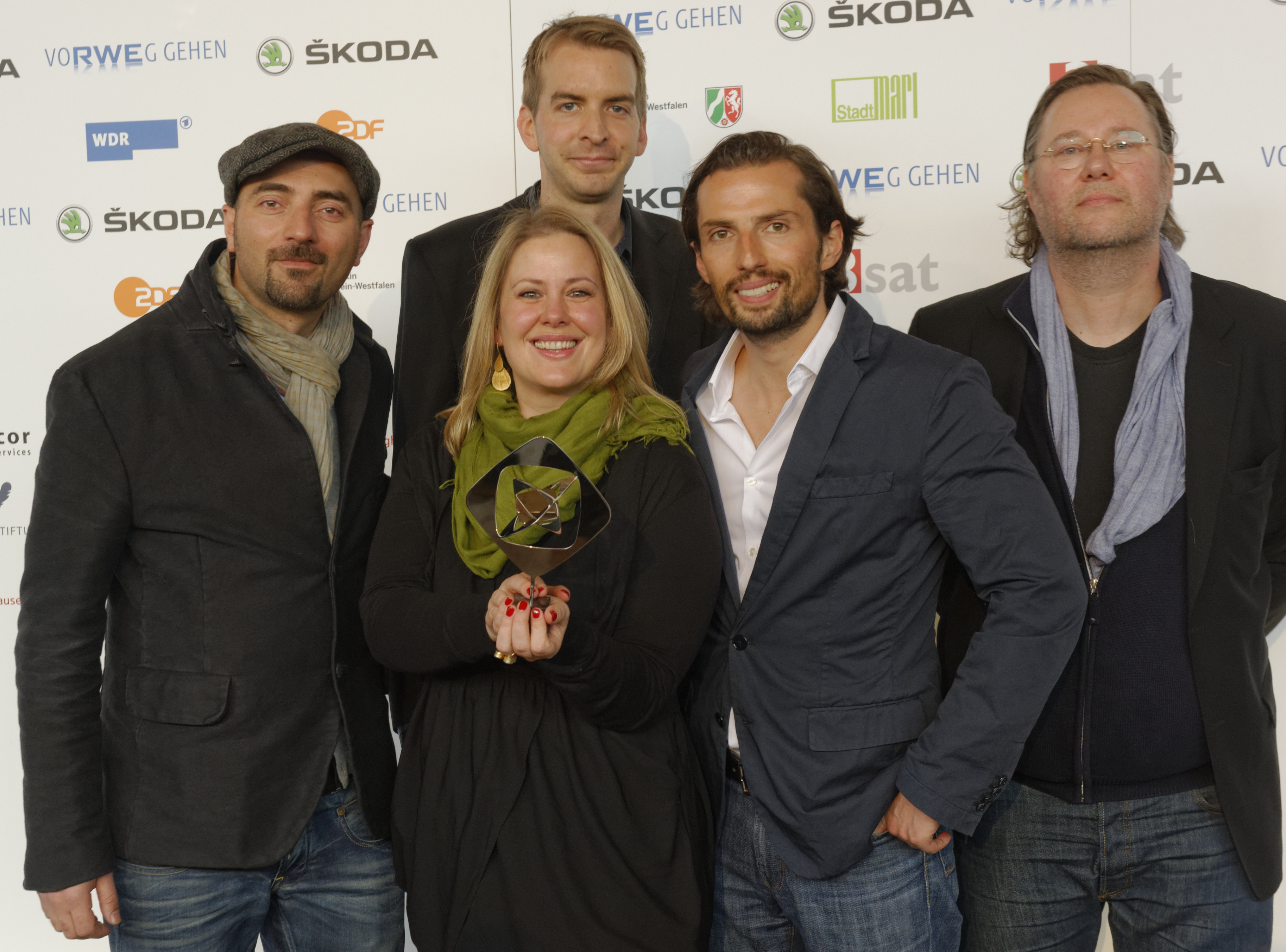
Grimme-Preis 2013 Presseempfang Team von Add a Friend

### Hauptfiguren

#### Felix Wagner
Felix Wagner ist ein erfolgreicher Fotograf. Eines Tages wird er von einem Auto angefahren und wird dabei schwer verletzt. Er muss für mehrere Wochen in ein Krankenhaus und anschließend in die Reha. Von seinem besten Freund Tom bekommt er ein Laptop geschenkt, mit dem er in Verbindung mit seinen Freunden über soziale Netzwerke bleiben kann. Dabei trifft er auf seine alte Schulfreundin Julia Winter, für die er Gefühle hat, jedoch ist Julia wieder liiert. Am Ende der Staffel wird bekannt, dass der Autounfall kein Zufall war, sondern genau ihn treffen sollte. In der zweiten Staffel befindet er sich in einer Reha-Maßnahme.

#### Tom Schrader
Tom Schrader ist der beste Freund von Felix. Sie kennen sich bereits aus der früheren Schulzeit. Mittlerweile ist Tom ein erfolgreicher Investmentbanker. Durch seine Spielsucht hat Tom meistens Geldprobleme, die vor allem durch riskantes Onlinepoker entstehen. Er ist in kriminelle Machenschaften verwickelt, in die er auch Felix mit einbezieht. Tom ist der Ex-Mann von Sylvia, gemeinsam haben sie einen Sohn namens Luis. Dieser lebt bei Sylvia, sodass Tom ihn nur selten besucht. Außerdem hat Tom eine Affäre mit Rita. Durch den Tod seines Vorgesetzten Marc Münchbergers, wird er dessen Nachfolger. Am Ende der ersten Staffel wird er durch Johanson entlassen und verspricht ein neues Leben zu beginnen.

#### Vanessa Jo/Schaller
Vanessa kontaktiert Felix über das Internet. Zuerst gibt sich Vanessa ebenfalls als Fotografin aus und zeigt sich interessiert an Felix Werken. Später erfährt Felix, dass sie in einem Rollstuhl sitzt, jedoch ist diese Behinderung nur vorgetäuscht. Am Ende der ersten Staffel wird klar, dass Vanessa in Verbindung mit dem Autounfall von Felix steht.

#### Gisela und Gerd Wagner
Gisela und Gerd Wagner sind die Eltern von Felix. Seit einigen Jahren leben sie in einer Finca auf Mallorca. Oft vermittelt Felix zwischen den beiden, da sie Eheprobleme haben. Gegen Ende der ersten Staffel beschließen sie zurück nach Deutschland zu ziehen und in der Nähe von Felix zu wohnen.

#### Annika Weber
Annika ist ab der zweiten Staffel Felix’ Physiotherapeutin. Vom ersten Moment an sind sich die beiden sympathisch, und sie freunden sich schnell miteinander an. Annika hilft Felix nicht nur dabei, wieder fit zu werden, sondern unterstützt ihn auch bei anderen Schwierigkeiten. Dass sich die beiden voneinander angezogen fühlen, ist nicht zu übersehen, aber Annika ist verheiratet und hat eine Tochter.

### Ehemalige Hauptfiguren

#### Norbert
Norbert liegt in der ersten Staffel im selben Zimmer wie Felix. Er ist schon seit längerem im Krankenhaus. Er ist eher kindlich veranlagt, weshalb sich Felix schnell von ihm gestört fühlt.

#### Dr. Metzler
Dr. Metzler ist der behandelnde Arzt von Felix. Durch lockere Sprüche und Witze auf Kosten seiner Patienten macht er eher einen unseriösen Eindruck.

#### Julia Winter
Julia Winter ist eine alte Schulfreundin von Felix und Tom. Früher war Felix bereits einmal in sie verliebt. Nach ihrer gemeinsamen Schulzeit hatten sie keinen Kontakt mehr. Felix entdeckte durch Zufall ihr Profil in einem sozialen Netzwerk und hegt wieder Gefühle für sie. Julia ist mittlerweile mit Peter Danner zusammen. Ihre Beziehung läuft nicht gut. Am Ende der ersten Staffel muss sie sich zwischen Peter und Felix entscheiden und wählt dabei Peter. Sie wollen neu anfangen.

#### Eddie Scharf
Eddie ist ab der zweiten Staffel Felix’ Zimmernachbar in der Reha-Klinik und der schlimmste Mitbewohner, den man sich vorstellen kann. Er lässt keine Gelegenheit aus, Felix zu provozieren. Doch dann ist Eddie plötzlich auf Felix’ Hilfe angewiesen.

### Nebenfiguren

#### Sylvia
Sylvia ist die Ex-Frau von Tom. Mittlerweile hat sie einen neuen Freund. Sie beschwert sich des Öfteren über Tom, da er sich zu wenig um den gemeinsamen Sohn Luis kümmert.

#### Luis
Luis ist der Sohn von Sylvia und Tom. Seine schulischen Leistungen sind eher schlecht und er wird von seinen Mitschülern gemobbt. Er hat ein gutes Verhältnis zu seinem Vater, jedoch wünscht er sich mehr Zeit mit ihm. Das Verhältnis zum Freund seiner Mutter ist ebenfalls gut.

#### Dimitri
Dimitri ist der osteuropäische Freund von Tom. Gemeinsam spielen sie Poker. Außerdem hilft Dimitri Tom bei seinen illegalen Geschäften.

#### Henry Matteo
Henry Matteo ist der Chefredakteur des Reisemagazins „Globe“. Er macht Felix das Angebot für mehrere Monate auf eine einsame Insel zu entfliehen.

#### Peter Danner
Peter Danner ist der Freund von Julia Winter. Felix versucht Julia zu überzeugen, die Beziehung mit ihm aufzulösen, jedoch entscheidet sie sich am Ende der ersten Staffel für Peter.

#### Theresa Langer
Toms neue Chefin ist überaus attraktiv und knallhart. Die erste Begegnung mit ihr vermasselt Tom völlig, doch bald gewinnt er Frau Langers Respekt.

### Ehemalige Nebenfiguren

#### Schwester Susanne
Susanne arbeitet als Schwester im Krankenhaus von Felix. Sie wirkt kühl, scheint aber ein liebenswerter Mensch zu sein.

#### Marc Münchberger
Marc Münchberger ist der Chef von Tom. Nachdem er erfährt, dass Tom und seine Freundin Rita eine Affäre haben trennt er sich von ihr. Des Weiteren will er Tom wegen dessen illegalen Geschäften kündigen. Auf dem Weg zu seinem Chef Johanson stirbt er an den Folgen eines Autounfalls. Tom bekommt Marcs Stelle, die des Abteilungsleiters.

#### Rita
Rita ist zu Beginn der Serie mit Toms Vorgesetztem Marc Münchberger liiert, wobei sie bei dieser Beziehung nur auf das Geld scharf ist. Zeitgleich hat sie eine Affäre mit Tom. Nach dem Tod Münchbergers ist sie mit dessen Vorgesetzten Johanson liiert.

#### Johanson
Johanson ist der Chef von Marc Münchberger, bzw. später von Tom Schrader. Er ist mit Rita liiert. Nach einiger Zeit kommt Johanson auf die Spur von Toms kriminellen Machenschaften, jedoch erpresst Tom ihn mithilfe von Rita, sodass Tom entlassen, jedoch nicht strafrechtlich verfolgt wird.

## Produktion

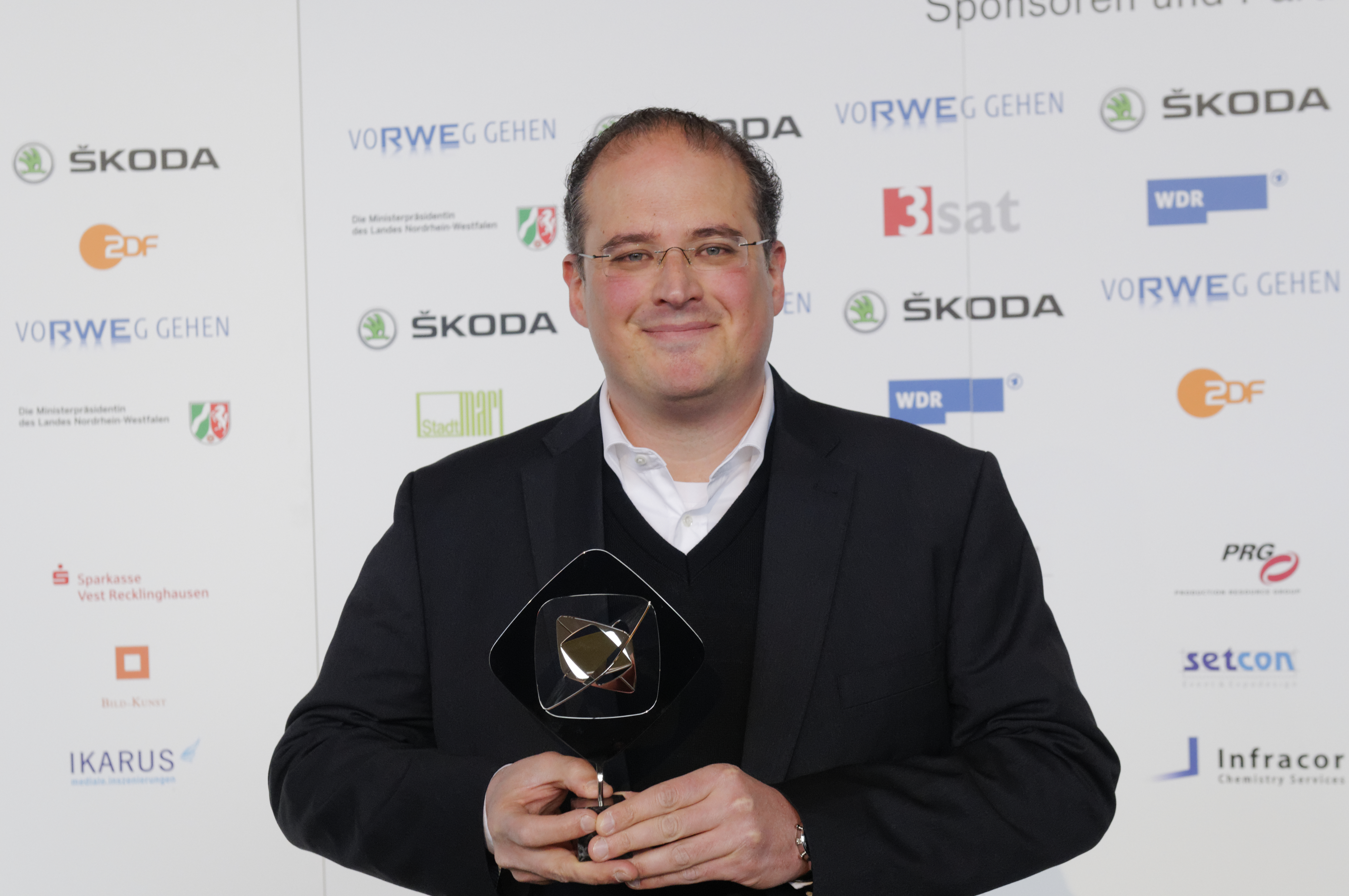
Christian Lyra beim Presseempfang zum Grimme-Preis 2013

Add a Friend wird von der Endemol-Tochter Wiedemann & Berg Filmproduktion im Auftrag von TNT Serie produziert. Die Idee und das Drehbuch stammen von Christian Lyra und Sebastian Wehlings. Die Regie der ersten zehn Folgen führte Tobi Baumann. Gedreht wurden sie von Januar bis Anfang Februar 2012 in den Bavaria Studios in München. Eine zweite Staffel wurde bereits vor Ausstrahlung der ersten Folge in Auftrag gegeben. Die Dreharbeiten für die zehn Folgen der zweiten Staffel wurde Ende Februar 2013 abgeschlossen.
Im Juni 2013 verlängerte TNT Serie die Serie um eine abschließende dritte Staffel.

## Besetzung

### Hauptcast
| Rolle         | Schauspieler             | Staffel | Folgen   |
| ------------- | ------------------------ | ------- | -------- |
| Felix Wagner  | Ken Duken                | 1–3     | 1–30     |
| Tom Schrader  | Friedrich Mücke          | 1–3     | 1–30     |
| Vanessa Jo    | Emilia Schüle            | 1–3     | 1–30     |
| Gisela Wagner | Gisela Schneeberger      | 1–3     | 1–30     |
| Gerd Wagner   | Dietrich Hollinderbäumer | 1–3     | 1–30     |
| Norbert       | Sierk Radzei             | 1–2     | 1–11     |
| Dr. Metzler   | Martin Brambach          | 1–3     | 1–11, 14 |
| Julia Winter  | Friederike Kempter       | 1–2     | 2–11     |
| Annika Weber  | Julia Hartmann           | 2–3     | 11–30    |
| Eddie Scharf  | Jochen Nickel            | 2       | 11–15    |

### Nebencast
| Rolle              | Schauspieler       | Staffel | Folgen |
| ------------------ | ------------------ | ------- | ------ |
| Schwester Susanne  | Gisa Flake         | 1–2     | 1–11   |
| Sylvia             | Anne Schäfer       | 1–3     | 1–30   |
| Luis               | Noah Kraus         | 1–3     | 1–30   |
| Dimitri            | Aydin Isik         | 1–3     | 1–30   |
| Rita               | Judith Kernke      | 1       | 1–10   |
| Marc Münchberger † | Ralph Herforth     | 1       | 1–5    |
| Johanson           | Volker Brandt      | 1       | 3–10   |
| Peter Danner       | Manou Lubowski     | 1–3     | 6–30   |
| Henry Matteo       | Sebastian Gerold   | 1       | 6, 10  |
| Theresa Langer     | Nadeshda Brennicke | 2–3     | 12–30  |

## Ausstrahlung

### Deutschland
Die zehn Folgen umfassende erste Staffel wurde immer mittwochs vom 19. September bis 14. November 2012 auf TNT Serie ausgestrahlt. Die zweite Staffel wurde vom 6. Mai bis 8. Juli 2013 gezeigt und die dritte Staffel wurde vom 6. Oktober bis 8. Dezember 2014 ausgestrahlt.
Vom 9. bis 24. Mai 2015 strahlte der Sender sixx die Serie mit vier Folgen am Stück als Free-TV-Premiere aus. Bisher wurde die erste Staffel und die ersten zwei Episoden aus der zweiten Staffel ausgestrahlt. Aufgrund von niedrigen Einschaltquoten wurde die Ausstrahlung beendet.

### Österreich
In Österreich strahlte der öffentlich-rechtliche Sender ORF die Serie seit 2013 aus.
Die ersten fünf Episoden der ersten Staffel wurden im Juli 2013 ausgestrahlt und die restlichen fünf Episoden der ersten Staffel wurden im November 2013 ausgestrahlt. Vom 30. November 2013 bis 19. April 2014 wurde die zweite Staffel ausgestrahlt.

## Rezeption

### Kritik
„Das Besondere ist: Alles wird durch Internetunterhaltungen erzählt. "Add a Friend" ist wie ein modernes Kammerspiel, in dem die Leute, die miteinander reden, fast nie im selben Raum sind. Per Videokonferenz macht sich das Mädchen an Felix heran, per Videokonferenz nimmt er am Leben seiner Eltern teil, per Videokonferenz flirtet Tom mit der Frau seines Chefs.
Das ist manchmal faszinierend, manchmal nervig - jedenfalls innovativ. Und praktisch ist es auch, weil es die Produktionskosten senkt, wenn sich die Handlung zu einem großen Teil darauf reduziert, dass Leute vor Computern sitzen.“

„Add a Friend ist eigen, modern, mutig, ein wenig gesellschaftskritisch – und schafft es erstmals zu veranschaulichen, wie sich deutsche Pay-TV-Serienproduktionen vom formalisierten Einheitsbrei der Sendermasse abheben können. Allein deswegen lohnt sich das Einschalten.“

„Add a Friend erfindet das Rad nicht neu. Auch wenn die Online-Kommunikation innovativ wirkt, schlussendlich bleibt ein Hangout auch nur ein Gespräch. Um über einen längeren Zeitraum hinweg zu funktionieren, müssen daher weitere Mittel gefunden werden, die den Zuschauer bei der Stange halten können.“

### Auszeichnungen
Für Idee und Konzept des Formats gewannen Anke Greifeneder (Redaktion/Produktion), Quirin Berg (Produktion), Tobi Baumann (Regie), Sebastian Wehlings und Christian Lyra (Buch) 2013 den Grimme-Preis in der Kategorie „Fiktion“.